# Whittaker's
J.H. Whittaker & Sons, Ltd (Whittaker's) è un'industria dolciaria specializzata in cioccolato, con sede a Porirua, Nuova Zelanda. La compagnia è stata fondata a Christchurch da James Henry Whittaker nel 1896, e trasferita più tardi a Wellington.
James Henry Whittaker, inizia a lavorare a 14 anni nell'industria dolciaria britannica. Si trasferisce nel 1890 in Nuova Zelanda, a Christchurch, ed inizia a vendere sei anni dopo prodotti dolciari con l'ausilio di carrozze trainate da cavalli.
Nel 1913, inizia a collaborare con i suoi due figli, Ronald e James, e aprono un'attività a Wellington, che diventa una società a responsabilità limitata nel 1937. A quell'epoca l'azionariato era ancora detenuto completamente dalla terza generazione di Whittaker. Nel 1992 la compagnia diventa J.H. Whittaker Australia Ltd.